# Керлінг на зимових Олімпійських іграх 2010

Змагання з керлінгу на Зимових Олімпійських іграх 2010 відбулися в Олімпійському центрі Ванкувера. Змагання проводилися окремо для чоловіків та жінок. За регламентом змагань спочатку 10 команд грали в коловому турнірі, за результатами якого визначалися 4 півфіналісти.
Жіночий турнір завершився в п'ятницю, 26 лютого. У матчі за бронзові медалі переміг Китай. Китайські керлінгістки стали першою комадною з Азії, нагородженою олімпійськими медалями. Матч за золоті медалі був дуже напруженим. Срібні медалі отримали канадки. Для них це був перший успіх з Ігор у Нагано. Золото вибороли шведки, повторивши свій успіх у Турині.
Чоловічий турнір завершився в суботу, 27 лютого. В матчі за бронзу перемогла Швейцарія. Маркус Егглер став першим керлінгістом, нагородженим двома олімпійськими медалями. У фіналі, знову, як і чотири роки тому, зустрілися Норвегія та Канада, хоча в складах двох команд виступав лише один гравець з попереднього фіналу. Перемогу здобули канадці. Торгер Нергорд та Кевін Мартін також стали дворазовими олімпійськими медалістами.

## Результати змагань

### Загальна таблиця медалей
| Місце | Країна    | Золото | Срібло | Бронза | Загалом |
| ----- | --------- | ------ | ------ | ------ | ------- |
| 1     | Канада    | 1      | 1      | 0      | 2       |
| 2     | Швеція    | 1      | 0      | 0      | 1       |
| 3     | Норвегія  | 0      | 1      | 0      | 1       |
| 4     | КНР       | 0      | 0      | 1      | 1       |
| 4     | Швейцарія | 0      | 0      | 1      | 1       |

### Призери
| Змагання | Золото                                                                      | Срібло                                                                                 | Бронза                                                                   |
| Чоловіки | Канада Кевін Мартін Джон Морріс Марк Кеннеді Бен Герберт Адам Енрайт        | Норвегія Томас Ульсруд Торгер Нергорд Крістофер Сває Говар Вад Петерссон Томас Ловольд | Швейцарія Ральф Штеклі Ян Гаузер Маркус Егглер Сімон Стрюбін Тоні Мюллер |
| Жінки    | Швеція Анетте Норберг Ева Лунд Катрін Ліндаль Анна Ле Мойне Кайса Бергстрем | Канада Черил Бернард Сюзан О'Коннор Керолін Дербішир Корі Бартел Крісті Мур            | КНР Ван Бінью Лю Інін Юе Чіншуан Чжоу Янь Лю Чзінлі                      |